# Torquay United FC
Torquay United FC är en engelsk fotbollsklubb i Torquay, grundad 1899. Hemmamatcherna spelas på Plainmoor. Smeknamnet är The Gulls. Klubben spelar sedan säsongen 2019/2020 i National League.

## Historia
Klubben grundades 1899 och efter en säsong enbart bestående av vänskapsmatcher gick klubben med i East Devon League. Senare gick man med i Torquay and District League, som man vann säsongen 1908/09. 1910 gick klubben ihop med lokalkonkurrenten Ellacombe och bytte namn till Torquay Town FC. Samtidigt flyttade klubben till Ellacombes dåvarande hemmaarena Plainmoor, där de spelar än i dag, och började spela i Plymouth and District League. Torquay Town vann den ligan 1911/12.
Efter första världskriget var lokalkonkurrenterna Plymouth Argyle och Exeter City med och bildade The Football Leagues nya Third Division 1920. Detta ledde till krav på att klubben skulle gå samman med den andra klubben i staden, Babbacombe, för att kunna bli en professionell klubb som kunde få tillträde till The Football League. 1921 gick Babbacombe med på sammanslagningen och klubben bytte tillbaka till namnet Torquay United FC.
Den nyligen sammanslagna klubben gick först med i Western Football League och året efter i Southern Football League. Trots en blygsam sjätteplacering säsongen 1922/23 ansökte man om inträde i The Football League, men fick inte en enda röst. När Southern Football League delades upp i två halvor 1923 placerades Torquay United i Western Section. Säsongen 1925/26 nådde man första omgången i FA-cupen för första gången, men åkte ut mot Reading efter två omspelsmatcher. Följande säsong vann klubben Western Section av Southern Football League, och även om man förlorade ligafinalen mot vinnarna av Eastern Section, Brighton & Hove Albions reservlag, med 0–4 så hade man denna gång framgång med sin ansökan om inträde i The Football League.

Klubbens ligaplaceringar från och med 1927.

Torquay United fick säsongen 1927/28 börja spela i The Football Leagues Third Division South. Debuten var dock ingen succé då klubben slutade sist. Fram till andra världskriget hade klubben ekonomiska problem och kom oftast bland de sista i divisionen; som bäst nåddes tionde plats.
Efter kriget nådde Torquay United en niondeplats säsongen 1948/49 och året efter blev man femma. 1954 bytte klubben färgschema från svart och vitt till gult och blått, vilket gäller än i dag, och som representerar solen och vattnet i semesterorten Torquay. Den säsongen gjorde man sensation i FA-cupen när man i tredje omgången slog ut Leeds United efter 2–2 borta och 4–0 i omspelet på hemmaplan. I fjärde omgången mötte man Huddersfield Town hemma och åskådarantalet 21 908 gäller som klubbrekord än i dag. Det blev dock förlust med 0–1. Två år senare kom man tvåa i divisionen, bara målskillnad ifrån att vinna och gå upp till Second Division. Man förlorade förstaplatsen till Ipswich Town på säsongens sista dag.
Säsongen efter, 1957/58, hamnade klubben dock nära botten och när den nya Fourth Division bildades hamnade man där. Redan under den andra säsongen i "fyran" kom klubben trea och gick upp till Third Division. Sejouren där blev dock bara tvåårig, men säsongen 1965/66 kom klubben återigen trea och gick upp. Året dessförinnan hade man i FA-cupen tvingat storklubben Tottenham Hotspur till omspel i tredje omgången efter 3–3 hemma (omspelsmatchen förlorades med 1–5 på bortaplan).

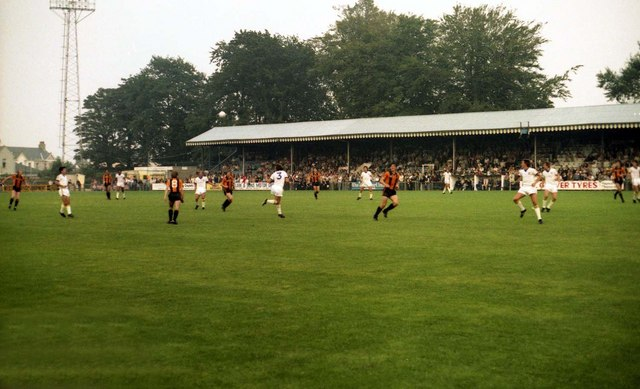
En match på Plainmoor 1981.

De första tre säsongerna tillbaka i Third Division slutade Torquay United sjua, fyra och sexa. Därefter gick det sämre och man åkte ur efter säsongen 1971/72. Resten av 1970-talet hamnade klubben oftast i mitten av tabellen i Fourth Division. I mitten av 1980-talet kom klubben sist två säsonger i rad, men blev båda gångerna röstade kvar i The Football League. Säsongen efter, 1986/87, infördes automatisk nedflyttning till Football Conference för första gången, och Torquay United lyckades med nöd och näppe undvika nedflyttning när man kom näst sist. I sista matchen krävdes ett mål på tilläggstid mot Crewe Alexandra för att undvika sistaplatsen, och tilläggstiden kom sig av att en polishund bet en Torquay-spelare i benet i slutet av ordinarie speltid.
Följande säsong gick Torquay United till kval till Third Division, men förlorade kvalfinalen mot Swansea City med totalt 4–5. En ung Lee Sharpe debuterade för klubben under säsongen, men han skrev efter säsongen på för Manchester United. Den följande säsongen spelade klubben på Wembley för första gången, i finalen av Football League Trophy. Det blev dock förlust mot Bolton Wanderers med 1–4.
Säsongen 1990/91 gick man åter till kval efter en sjundeplats. I kvalfinalen på Wembley vann Torquay United över Blackpool efter straffar (2–2 efter 90 minuter och förlängning). Efter 19 raka säsonger i Fourth Division var klubben klar för Third Division igen. Glädjen blev dock kortvarig eftersom klubben kom näst sist och genast åkte ur igen. Efter den säsongen skapades FA Premier League och divisionerna under döptes om, vilket innebar att klubben trots nedflyttning fortfarande spelade i Third Division, som dock numera var fjärdedivisionen. Där kom Torquay United fjärde sist första säsongen, men en sjätteplats följande säsong, 1993/94, innebar på nytt kval. Klubben åkte dock ur i första omgången mot Preston North End. Två år senare kom klubben sist, men lyckades undvika nedflyttning till Football Conference tack vare att Stevenage Borough, som vann Football Conference, inte hade en hemmaarena som uppfyllde The Football Leagues krav.
Torquay United kom femma säsongen 1997/98 och gick till kval. I kvalfinalen på Wembley föll klubben mot Colchester United med 0–1. De följande fem säsongerna blev man som bäst nia och var nära nedflyttning flera gånger, men 2003/04 kom man trea och gick upp till tredjedivisionen, som bytte namn till League One. Precis som 1991/92 blev det dock bara en säsong på denna nivå och bara två säsonger senare, 2006/07, kom klubben sist i League Two och därmed åkte man ur The Football League där man spelat i 80 år, sedan 1927. Detta var naturligtvis ett dråpslag för klubben, både sportsligt och ekonomiskt.

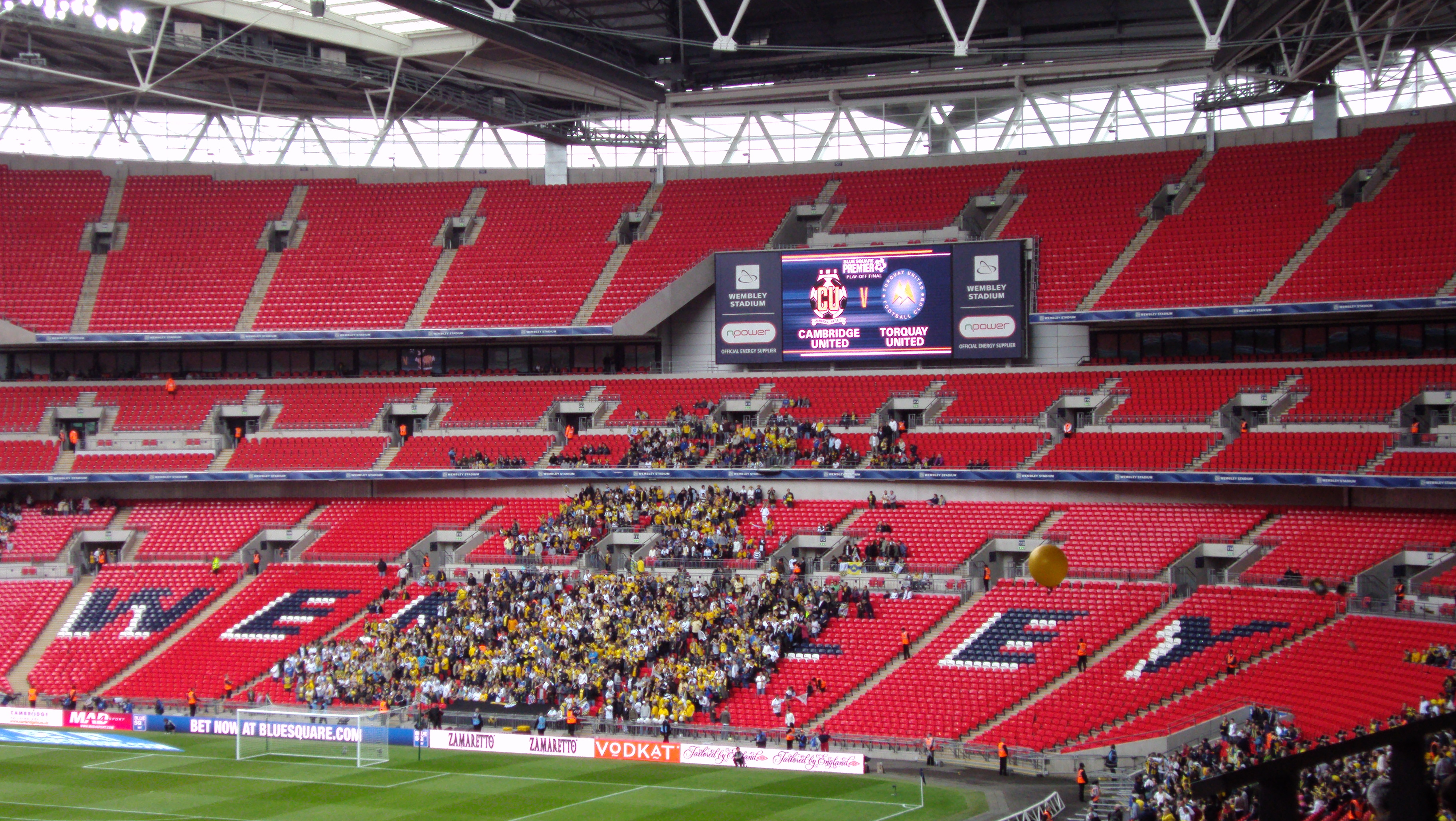
Torquay United-fans på Wembley under kvalfinalen till League Two 2009.

Första säsongen i Conference Premier kom Torquay United trea och fick chansen att direkt kvala sig tillbaka till League Two, men i första omgången blev ärkerivalerna Exeter City för svåra. Klubben nådde dock nya Wembley för första gången i finalen i FA Trophy, men där blev det förlust mot Ebbsfleet United med 0–1. Andra säsongen blev man fyra, efter att bland annat ha varit obesegrade i 17 raka matcher, men var desto mer lyckosamma i kvalet. Först slog man ut Histon och i finalen på Wembley besegrades Cambridge United med 2–0.
Återkomsten i The Football League säsongen 2009/10 slutade med en 17:e plats, men därefter blev man sjua och fick chansen att kvala till League One. I första omgången slogs Shrewsbury Town ut, men i kvalfinalen på Old Trafford i Manchester förlorade klubben mot Stevenage med 0–1. Nästa säsong, 2011/12, kom klubben femma och fick återigen kvala till League One. Det blev dock respass i första omgången mot Cheltenham Town. De följande säsongerna gick sämre och 2013/14 kom man sist och åkte ur The Football League igen, denna gång efter fem säsonger. Fyra säsonger senare fortsatte fallet när klubben åkte ned till National League South.

## Meriter

### Liga
- League One eller motsvarande (nivå 3): 2:a 1956/57 (högsta ligaplacering)
- Southern Football League Western Section: Mästare 1926/27
- Plymouth and District League: Mästare 1911/12
- Torquay and District League: Mästare 1908/09

### Cup
- EFL Trophy: Final 1988/89
- FA Trophy: Final 2007/08
- Devon Senior Cup: Mästare 1910/11, 1921/22

## Klubbrekord
- Största vinst: 9–0 mot Swindon Town, 8 mars 1952, Third Division South
- Största förlust: 2–10 mot Fulham, 7 september 1931, och mot Luton Town, 2 september 1933, båda Third Division South
- Högsta publiksiffra: 21 908 mot Huddersfield Town, 29 januari 1955, FA-cupens fjärde omgång

### Webbkällor
- ”Torquay United FC History” (på engelska). Torquay United FC. Arkiverad från originalet den 20 mars 2017. https://web.archive.org/web/20170320033824/http://www.torquayunited.com/club/history/. Läst 14 mars 2017.